# Strada statale 495 di Codigoro
La strada statale 495 di Codigoro (SS 495) è una strada statale Italiana di collegamento interregionale.

## Percorso
La strada ha origine distaccandosi dalla strada statale 16 Adriatica nei pressi di Consandolo, frazione di Argenta. Prosegue quindi in direzione nord-est, attraversando Portomaggiore e incrociando il raccordo autostradale 8 all'altezza dello svincolo di Portomaggiore-Migliarino.
L'arteria prosegue attraversando diversi centri abitati, cioè Migliarino, Migliaro, Massa Fiscaglia e Codigoro. Da qui la strada prosegue in direzione nord, superando il Po nel punto in cui divide le località di Ariano Ferrarese ed Ariano nel Polesine, sita in Veneto.
Cambiata così regione, il percorso continua verso nord fino al bivio per Corbola. Storicamente la strada deviava verso nord-ovest attraversandone il centro abitato e proseguendo su un ponte di ferro costruito nel 1905 che terminava in località Bottrighe; dal 1997 questo ponte venne abbattuto a seguito della costruzione di un nuovo ponte qualche centinaio di metri più a valle, e l'itinerario della strada statale sfruttava questa nuova infrastruttura fino a reinnastarsi sul vecchio tracciato alle porte di Adria, dove storicamente terminava il suo percorso incrociando la strada statale 516 Piovese e la strada statale 443 di Adria.
In seguito al decreto legislativo n. 112 del 1998, dal 2001 la gestione del tratto emiliano è passata alla Regione Emilia-Romagna, che ha provveduto al trasferimento dell'infrastruttura al demanio della Provincia di Ferrara; dal 1º ottobre 2001, la gestione del tratto veneto è passata dall'ANAS alla Regione Veneto e dal 20 dicembre 2002 la gestione è ulteriormente passata alla società Veneto Strade.
Dal 7 aprile 2021 la tratta dal kilometro 0,000 (Innesto con la SS16 a
Consandolo) al 49,410 (Innesto la S.P. 60 presso Mezzogoro) è ritornata in gestione Anas con il piano "Rientro strade".